# Alwin Engelhardt
Alwin Engelhardt (* 17. Mai 1875 in Nordhausen; † 10. Oktober 1940 in Schmölln) war ein deutscher Scharfrichter.

## Leben
Engelhardt war der Schwiegersohn des Scharfrichters Wilhelm Reindel (eines Sohnes des Scharfrichters Friedrich Reindel), damals Besitzer einer Abdeckerei im thüringischen Schmölln. Er amtierte erstmals von 1900 bis zu seiner Entlassung 1906 und dann noch einmal von 1933 bis 1936 in Preußen als Scharfrichter. Während seiner Amtszeit richtete er über 100 Menschen hin.
1906 wurde er wegen finanzieller Unregelmäßigkeiten entlassen. Sein Nachfolger wurde Carl Gröpler. Engelhardts Wiedereinstellung als Scharfrichter erfolgte fast 30 Jahre später, am 31. Juli 1933, durch ein Schreiben des sächsischen Justizministers Otto Thierack.
Zu den von Engelhardt hingerichteten Menschen gehörte u. a. die Kindsmörderin Elisabeth Wiese, die er im Jahr 1905 richtete, sowie der angebliche Reichstagsbrandstifter Marinus van der Lubbe, den er am 10. Januar 1934 gegen 7.30 Uhr im Hof des Landgerichtsgebäudes in Leipzig enthauptete.
Engelhardt galt trotz seiner Alkoholkrankheit als zuverlässiger Scharfrichter. Er war jedoch stark verschuldet. Für seine Tätigkeit in den 1930er Jahren erhielt er vom Justizministerium ein Honorar von 350 RM pro Hinrichtung. Bei mehreren an einem Tag vollstreckten Hinrichtungen reduzierte sich das auf 150 RM pro Delinquent. Während der NS-Zeit war die Zahl der Hinrichtungen sehr viel höher als davor (Liste), sodass zuverlässige Scharfrichter gefragt waren. Jedoch war die Bezahlung schlecht, und Engelhardt machte mehrere Eingaben, dass er damit nicht seine Gerätschaften, die Reisen und drei Gehilfen bezahlen konnte. Die Abdeckerei, die er in den drei Jahrzehnten zuvor betrieben hatte, ritt ihn in eine hohe Verschuldung. Seine Gläubiger erhoben Ansprüche auf Engelhardts Einnahmen bei künftigen Hinrichtungen. Genau das war bereits der Hintergrund seiner Entlassung 1906 gewesen.
1935 verlor er sein Abdeckergeschäft, weil er für den menschlichen Verzehr ungeeignetes Fleisch verkauft hatte. Daraufhin bezog er Wohlfahrtsunterstützung. Am 18. September 1935 schrieb er einen Brief an Hitler mit dem Inhalt, er sei ein NSDAP-Anhänger, könne jedoch die Mitgliedsbeiträge nicht bezahlen, weil er trotz der „hohen Auffassung“ von seinem Amt völlig verarme. Der Brief wurde ins Reichsjustizministerium weitergeleitet und blieb unbeantwortet.
Er schrieb einen weiteren Brief, diesmal an die Privatadresse von Luise Gürtner, der Ehefrau des Justizministers Franz Gürtner, worauf 1936 eine Untersuchung von Engelhardts Lebensumständen folgte, mit dem Ergebnis seiner Entlassung. Er sei zwar ein tüchtiger Scharfrichter, jedoch hielt das Ministerium seine privaten Verhältnisse für untragbar. Engelhardt protestierte mit weiteren Briefen und drohte, seine Geräte auszustellen, um darüber viel Geld zu bekommen. Daraufhin konfiszierte die Geheime Staatspolizei (Gestapo) diese, bot ihm dafür 400 RM, statt der geforderten ca. 40.000 RM und verpflichtete ihn zum Stillschweigen. In den Gestapo-Akten steht, die Verhandlungen mit Engelhardt gestalteten sich „wegen seines ausgeprägten Ehrgefühls und auch wegen seines Herzleidens sehr schwierig“. Völlig verarmt starb er an Herzversagen 1940.